# Sampad

Das Logo von Sampad

Das Sampad (auch als NODET bekannt) ist eine iranische Organisation zur Förderung  überdurchschnittlich kognitiv begabter Schüler.

## Geschichte
Die Organisation, damals NIOGATE genannt, wurde im Herbst von 1976 in Iran durch Iraj Broomand als ein Schulversuch gegründet. Sie sollte als Vorbild für herausragende Leistungen im iranischen Bildungssystem dienen. Diese innovative Organisation war zwar kurzlebig, hatte jedoch einen bedeutenden Einfluss auf das Bildungssystem. 1987 wurde sie als die Nationale Organisation zur Förderung außergewöhnlicher Begabungen (englisches Akronym: NODET; persisch سازمان ملی پرورش استعدادهای درخشان Sāzmān-e Melli-e Parwaresch-e Este'dādhā-ye Derachschān, Akronym: سمپاد Sampād) wieder eingesetzt.

## Schulen

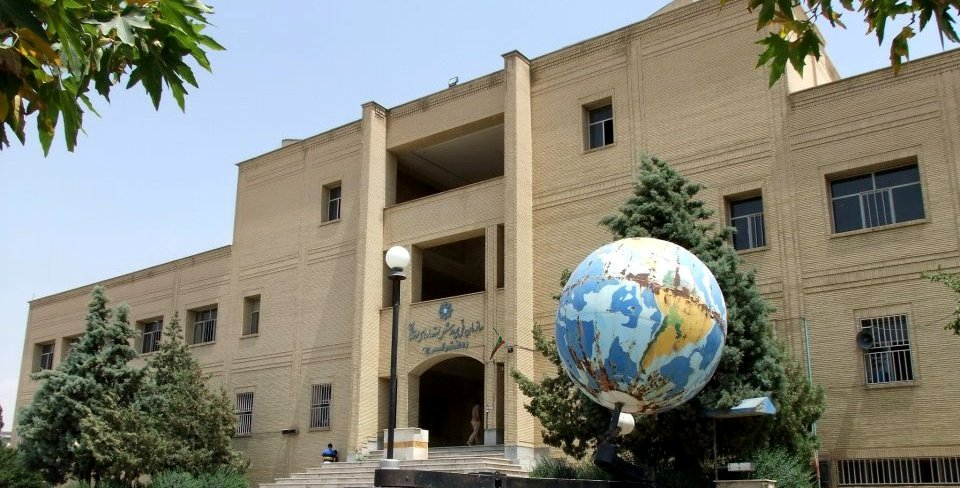
Schahid-Soltani-Schule III., eine Sampad-Schule in Karadsch

Die Organisation umfasst 99 Mittelschulen und 98 Sekundarschulen.
Die Schulen werden informell als „Tizhuschan“ (تیزهوشان) bezeichnet. Die Jungenschulen in Teheran tragen oft den Namen „Allameh Helli“ (علامه حلی), und die Mädchenschulen heißen häufig „Farzanegan“ (فرزانگان).

## Aufnahme
Die jährliche Aufnahme basiert auf den Ergebnisse zwei Serien zweistufiger mehrstündiger landesweiter Intelligenztests. Die Aufnahmequote liegt bei weniger als 5 % der Tausenden von Schülern, die sich jährlich bewerben.
Auch die Einstellung von Lehr- und Verwaltungspersonal erfolgt nach einem strengen Auswahlverfahren.

## Bildungssystem
Die Unterrichtsmaterialien, Einrichtungen, Lehrmethoden und Lehrpläne unterscheiden sich in diesen Schulen von denen der Regelschulen.
Die meiste Schulen bieten nur zwei Schwerpunkte an: Mathematik und Naturwissenschaften. Zu den Fächern gehören unter anderem Biologie, Chemie, Mathematik, Physik und Englisch als Fremdsprache.
Nahezu alle Medaillen bei den iranischen Wissenschaftsolympiaden werden von Schülern der Sampad-Schulen gewonnen. Die Schüler erzielen auch bei internationalen Wissenschaftsolympiaden Spitzenleistungen.

## Absolventen
Ehemalige Sampad-Schüler absolvieren in der Regel eine Hochschulausbildung bis zum postgradualen Abschluss.
Einige Alumni sind Forscher in den MINT-Fächern und in der Medizin, wie zum Beispiel die Mathematikerin Maryam Mirzakhani, die als erste Frau die Fields-Medaille gewann.